# روی کاستا
روی مانوئل سزار کاستا (به پرتغالی: Rui Manuel César Costa) ملقب به روی کاستا (متولد مارس ۱۹۷۲) است.
او بازیکن فوتبال اهل پرتغال است و تاکنون در تیمهای بنفیکا، فیورنتینا، میلان، بنفیکا به عنوان بازیکن حضور داشته‌است و ۹۴ بازی ملی هم برای تیم ملی فوتبال پرتغال انجام داده‌است.
روی کاستا از همان سنین ابتدایی زندگی اش و در پنج سالگی به باشگاه بنفیکا راه یافت و توانست تا مدت مدیدی را در رده‌های پایه این باشگاه بازی کند. روی کاستا را به همراه تنی چند از ستارگان پرتغال دهه نود همچون لوئیس فیگو و ... جزو نسل طلایی پرتغال می‌نامند که علی‌رغم اینکه نتوانستند به افتخار بزرگ و در خور شانی دست یابند ولی انقلاب بزرگی را در فوتبال این کشور ایجاد کنند.
گفته می‌شود که اوزه بیو اسطوره پرتغالی‌ها از همان دورانی که کاستای نوجوان در باشگاه بنفیکا تمرین می‌کرده‌است آینده‌ای درخشان را برای او متصور شده‌است. این بهترین شماره ۱۰ تمام ادوار تاریخ فوتبال پرتغال با بنفیکای پرتغال شروع کرد و سپس مجبور شد تا به خارج از کشور برود و در دو باشگاه معتبر ایتالیایی یعنی فیورنتینا و آث میلان توپ بزند.
روی کاستا علی‌رغم اینکه در طول دوران فوتبالی اش فوتبال زیبایی را از خود به نمایش می‌گذاشت ولی هیچ وقت این شانس را نداشت که عنوان فردی معتبری را در عرصه فوتبال جهان کسب کند. بازیکن اسبق تیم بنفیکا که اکنون دیگر مدیر ورزشی تیمش شده‌است در تاریخ ۸ می ۲۰۰۸ در دیدار بنفیکا مقابل ویتوریا دسیتوبال و در مقابل هزاران هوادار بنفیکا در استادیو دا لوز رسماً از فوتبال خداحافظی کرد.